# Chlor(diphenyl)phosphan
Chlordiphenylphosphan ist eine zur Gruppe der Phosphane gehörende chemische Verbindung. Sie trägt zwei Phenylreste und ein Chloratom am zentralen Phosphor gebunden.

## Herstellung
Technisch kann die Synthese von Chlordiphenylphosphan durch die Disproportionierung von Dichlorphenylphosphan bei Temperaturen über 280 °C in der Gasphase bewerkstelligt werden.
{\displaystyle \mathrm {2\ Cl_{2}PPh\longrightarrow \ ClPPh_{2}\ +\ PCl_{3}} }
Disproportionierung von Dichlorphenylphosphan in Chlordipenylphosphan und Phosphortrichlorid. Ph = Phenyl
Die großtechnische Synthese verläuft über die Umsetzung von Phosphortrichlorid mit Benzol bei 600 °C, wobei zunächst Dichlorphenylphosphan entsteht, das nach oben gezeigter Reaktion zu Chlordiphenylphosphan disproportioniert.
Im Labormaßstab kann zur Herstellung beispielsweise die Reaktion von Phosphortrichlorid mit einem Grignard-Reagenz (z. B. Phenylmagnesiumbromid) und ferner auch mit Phenylzinkchlorid (PhZnCl) oder Diphenylquecksilber (Ph2Hg) genutzt werden.
{\displaystyle \mathrm {PCl_{3}\ +\ 2\ PhZnCl\longrightarrow \ ClPPh_{2}\ +\ 2\ ZnCl_{2}} }
Phosphortrichlorid reagiert mit Phenylzinkchlorid zu Chlordiphenylphosphan und Zinkchlorid.
Ein weiterer Weg besteht in der Umsetzung von Triphenylphosphan mit molekularem Chlor.
{\displaystyle \mathrm {PPh_{3}\ +\ Cl_{2}\longrightarrow \ ClPPh_{2}\ +\ PhCl} }
Triphenylphosphan reagiert mit Chlor zu Chlorphenylphosphan und Chlorbenzol.

## Eigenschaften
Chlordiphenylphosphan ist eine ätzende Flüssigkeit, die unterhalb einer Temperatur von 14 bis 16 °C verfestigt. Mit Wasser reagiert sie heftig unter Bildung von Chlorwasserstoff.

## Verwendung
Die Verbindung besitzt mit dem Chloratom eine Abgangsgruppe, wodurch nukleophile Substitutionen an ihr durchgeführt werden können. Durch die Verwendung von Grignard-Reagenzien als Nukleophile sind alkylierte und arylierte Phosphane zugänglich.
Sie wird eingesetzt um Phosphanliganden wie dppm und dppp herzustellen.